# スタジオ・ルナ
株式会社スタジオ・ルナは、日本のアニメ制作会社。
2006年に設立されたアニメーションの作画下請会社。主に演出、作画監督、原画の作画作業の請負をしており動画部門は存在しない。子供向けアニメーションをメインに制作していることも特徴。

## 参加作品

### テレビアニメ
- ARIA(2006年)
- 京四郎と永遠の空(2006年)
- くじびきアンバランス(2006年)
- シルクロード少年ユート(2006年-2007年)
- パッタ・ポッタ・モン太(2006年)
- Fate(2006年)
- ふしぎ星の☆ふたご姫　Gyu！(2006年-2007年)
- ぷるるんっ！しずくちゃん(2006年-2007年)
- シュガーバニーズ(2006年)
- それいけ！アンパンマン(2007年-2013年)
- sola(2007年)
- スカイガールズ(2007年)
- スケッチブック～full color's～(2007年)
- 爆丸(2007年)
- ハローキティ　リンゴの森とパラレルタウン(2007年)
- ひとひら(2007年)
- ひだまりスケッチ(2007年)
- 桃華月憚(2007年)
- 元祖ばつ丸のたこやきアッチっち→(2008年)
- シュガーバニーズ　ショコラ！(2008年)
- シュガーバニーズのパティシエ占い(2008年)
- タイタニア(2008年‐2009年)
- デルトラクエスト(2008年)
- もえがく☆５(2008年)
- シュガーバニーズ　フルール(2009年)
- たまごっち！(2009年-2012年)
- チーズスイートホーム(2009年)
- アマガミSS(2010年)
- イナズマイレブン(2010年-2011年)
- ウルヴァリン(2010年-2011年)
- ジュエルペット てぃんくる☆(2010年-2011年)
- ちびまる子ちゃん(2010年-2011年)
- ひめチェン！おとぎちっくアイドル リルぷりっ(2010年-2011年)
- はなかっぱ(2011年-2016年)
- クッキンアイドル　アイ！マイ！まいん！(2011年)
- 侵略!?イカ娘(2011年)
- トリコ(2011年-2012年)
- モンスーノ(2011年)
- あらしのよるに～ひみつのともだち～(2012年)
- 銀河へキックオフ!!(2012年)
- たまごっち！ゆめキラドリーム(2012年-2013年)
- 探検ドリランド(2012年)
- ドラえもん(2012年、2015年)
- 忍たま乱太郎(2012年-2016年)
- はなかっぱスペシャル「ぼくらの大冒険」(2012年)
- たまごっち! みらくるフレンズ(2013年-2014年)
- GO-GO たまごっち!(2014年)
- ポケットモンスターXY(2014年‐2015年)
- オレカバトル(2014年)
- 新あたしンち(2015年)
- ピカイア！(2015年)
- かみさまみならい　ヒミツのここたま(2016年)

### 劇場アニメ
- みつばちハッチ ～勇気のメロディ～(2010年)
- 劇場版ポケットモンスター　ビクティニと白き英雄レシラム(2011年)
- 劇場版ポケットモンスター　ビクティニと黒き英雄ゼクロム(2011年)
- 映画　はなかっぱ 花さけ!パッカ～ん♪ 蝶の国の大冒険(2013年)
- 劇場版ポケットモンスター2014　破壊の繭とディアンシー(2014年)
- ポケモン・ザ・ムービーXY 光輪の超魔神 フーパ(2015年)
- ピカチュウとポケモンおんがくたい(2015年)
- ポケモン・ザ・ムービーXY&Z ボルケニオンと機巧のマギアナ(2016年)

### OVA
- はなかっぱ　交通安全(2012年)

### プロモーションビデオ
- OPENちゃん THE MOVIE　プロモーションビデオ(2010年)

## 関連人物
- かしやまとしゆき

| スタブアイコン | サブスタブ | この項目は、まだ閲覧者の調べものの参照としては役立たない、企業に関連した書きかけの項目です。この項目を加筆・訂正などしてくださる協力者を求めています（PJ:経済）。 |